# Natação no Campeonato Europeu de Esportes Aquáticos de 2022 - 50 m borboleta feminino
A prova dos 50 metros nado borboleta feminino da natação no Campeonato Europeu de Esportes Aquáticos de 2022 ocorreu nos dias 12 e 13 de agosto no Foro Italico, em Roma na Itália. 

## Calendário
| Fase          | Data         | Hora  |
| ------------- | ------------ | ----- |
| Eliminatórias | 12 de agosto | 09:00 |
| Semifinal     | 12 de agosto | 18:42 |
| Final         | 13 de agosto | 18:17 |

Todos os horários estão no horário local (UTC+1)

## Recordes
Antes desta competição, os recordes eram os seguintes:
|                       | Nadadora       | Tempo | Local  | Data                 |
| --------------------- | -------------- | ----- | ------ | -------------------- |
| Recorde mundial       | Sarah Sjöström | 24.43 | Boras  | 5 de julho de 2014   |
| Recorde europeu       | Sarah Sjöström | 24.43 | Boras  | 5 de julho de 2014   |
| Recorde do campeonato | Sarah Sjöström | 24.87 | Berlim | 18 de agosto de 2014 |

## Medalhistas
| Ouro                 | Prata              | Bronze                |
| Sarah Sjöström (SWE) | Marie Wattel (FRA) | Maaike de Waard (NED) |

## Resultados

### Eliminatórias
Esses foram os resultados das eliminatórias.
| Pos. | Bateria | Raia | Nadadora                    | Nacionalidade        | Tempo | Notas |
| ---- | ------- | ---- | --------------------------- | -------------------- | ----- | ----- |
| 1    | 4       | 4    | Sarah Sjöström              | Suécia               | 25.30 | Q     |
| 2    | 3       | 4    | Marie Wattel                | França               | 25.72 | Q     |
| 3    | 3       | 3    | Louise Hansson              | Suécia               | 25.88 | Q     |
| 4    | 3       | 5    | Sara Junevik                | Suécia               | 25.96 |       |
| 5    | 4       | 5    | Maaike de Waard             | Países Baixos        | 26.01 | Q     |
| 6    | 4       | 3    | Silvia Di Pietro            | Itália               | 26.06 | Q     |
| 7    | 2       | 6    | Kim Busch                   | Países Baixos        | 26.22 | Q     |
| 8    | 3       | 6    | Paulina Peda                | Polónia              | 26.26 | Q     |
| 9    | 2       | 4    | Anna Ntountounaki           | Grécia               | 26.35 | Q     |
| 10   | 3       | 2    | Anna Dowgiert               | Polónia              | 26.40 | Q     |
| 11   | 2       | 5    | Tessa Giele                 | Países Baixos        | 26.44 |       |
| 12   | 4       | 6    | Julie Kepp Jensen           | Dinamarca            | 26.47 | Q     |
| 13   | 2       | 3    | Béryl Gastaldello           | França               | 26.52 | Q     |
| 14   | 4       | 7    | Costanza Cocconcelli        | Itália               | 26.74 | Q     |
| 15   | 2       | 7    | Maria Ugolkova              | Suíça                | 26.75 | Q     |
| 16   | 3       | 7    | Roos Vanotterdijk           | Bélgica              | 26.76 | Q     |
| 17   | 4       | 2    | Elena Di Liddo              | Itália               | 26.91 |       |
| 18   | 2       | 2    | Lana Pudar                  | Bósnia e Herzegovina | 26.96 | Q     |
| 19   | 4       | 1    | Elisabeth Ebbesen           | Dinamarca            | 26.99 | Q     |
| 20   | 4       | 8    | Danielle Hill               | Irlanda              | 27.10 |       |
| 21   | 3       | 1    | Julia Maik                  | Polónia              | 27.15 |       |
| 22   | 2       | 1    | Tamara Potocká              | Eslováquia           | 27.16 |       |
| 23   | 3       | 8    | Julia Ullmann               | Suíça                | 27.24 |       |
| 24   | 1       | 6    | Tjaša Pintar                | Eslovênia            | 27.39 |       |
| 25   | 1       | 4    | Anna Hadjiloizou            | Chipre               | 27.51 |       |
| 26   | 2       | 0    | Amina Kajtaz                | Croácia              | 27.56 |       |
| 27   | 3       | 9    | Ieva Maļuka                 | Letônia              | 27.57 |       |
| 28   | 4       | 0    | Jenna Laukkanen             | Finlândia            | 27.61 |       |
| 29   | 4       | 9    | Laura Lahtinen              | Finlândia            | 27.63 |       |
| 30   | 1       | 5    | Jóhanna Elín Guðmundsdóttir | Islândia             | 27.71 |       |
| 31   | 3       | 0    | Nina Stanisavljević         | Sérvia               | 27.72 |       |
| 32   | 1       | 3    | Victorita Bogdaneci         | Roménia              | 28.01 |       |
| 33   | 2       | 9    | Nikol Merizaj               | Albânia              | 28.06 |       |
| 34   | 1       | 2    | Anastasia Tichy             | Áustria              | 28.36 |       |
| 35   | 1       | 7    | Varsenik Manucharyan        | Armênia              | 28.80 |       |
| 36   | 1       | 8    | Hana Beiqi                  | Kosovo               | 29.72 |       |
| 37   | 1       | 1    | Alisa Vestergård            | Ilhas Feroé          | 30.38 |       |
| 38   | 2       | 8    | Laura Stephens              | Reino Unido          | DNS   | DNS   |

### Semifinal
Esses foram os resultados das semifinais. 
| Pos. | Bateria | Raia | Nadadora             | Nacionalidade        | Tempo | Notas |
| ---- | ------- | ---- | -------------------- | -------------------- | ----- | ----- |
| 1    | 2       | 4    | Sarah Sjöström       | Suécia               | 25.10 | Q     |
| 2    | 1       | 4    | Marie Wattel         | França               | 25.63 | Q     |
| 3    | 2       | 5    | Louise Hansson       | Suécia               | 25.91 | Q     |
| 4    | 1       | 5    | Maaike de Waard      | Países Baixos        | 25.97 | Q     |
| 5    | 2       | 2    | Anna Dowgiert        | Polónia              | 26.03 | q     |
| 6    | 1       | 6    | Anna Ntountounaki    | Grécia               | 26.11 | q     |
| 7    | 2       | 6    | Paulina Peda         | Polónia              | 26.16 | q     |
| 8    | 1       | 3    | Kim Busch            | Países Baixos        | 26.17 | q     |
| 9    | 2       | 3    | Silvia Di Pietro     | Itália               | 26.42 |       |
| 10   | 2       | 8    | Lana Pudar           | Bósnia e Herzegovina | 26.56 |       |
| 11   | 1       | 7    | Costanza Cocconcelli | Itália               | 26.64 |       |
| 12   | 2       | 7    | Béryl Gastaldello    | França               | 26.69 |       |
| 13   | 1       | 2    | Julie Kepp Jensen    | Dinamarca            | 26.84 |       |
| 14   | 1       | 1    | Roos Vanotterdijk    | Bélgica              | 26.85 |       |
| 15   | 1       | 8    | Elisabeth Ebbesen    | Dinamarca            | 26.93 |       |
| 16   | 2       | 1    | Maria Ugolkova       | Suíça                | 27.26 |       |

### Final
Esse foi o resultado da final. 
| Pos.              | Raia | Nadadora          | Nacionalidade | Tempo | Notas |
| ----------------- | ---- | ----------------- | ------------- | ----- | ----- |
| Medalha de ouro   | 4    | Sarah Sjöström    | Suécia        | 24.96 |       |
| Medalha de prata  | 5    | Marie Wattel      | França        | 25.33 |       |
| Medalha de bronze | 6    | Maaike de Waard   | Países Baixos | 25.62 |       |
| 4                 | 7    | Anna Ntountounaki | Grécia        | 25.83 |       |
| 5                 | 3    | Louise Hansson    | Suécia        | 25.91 |       |
| 6                 | 1    | Paulina Peda      | Polónia       | 26.01 |       |
| 7                 | 8    | Kim Busch         | Países Baixos | 26.35 |       |
| 7                 | 2    | Anna Dowgiert     | Polónia       | 26.35 |       |

Legenda
| Recorde mundial       | Recorde mundial (World record)               |                       | Recorde africano                      | Recorde africano (African) |                                           | Q | Classificado por posição (Qualified) |
| Recorde do campeonato | Recorde do campeonato (Championship record)  | Recorde da América    | Recorde da América (Americas)         | q                          | Classificado por melhor tempo (Qualified) |   |                                      |
| Melhor marca do ano   | Melhor marca do ano (World leading)          | Recorde asiático      | Recorde asiático (Asian)              | DNS                        | Não largou (Did not start)                |   |                                      |
| Recorde nacional      | Recorde nacional (National record)           | Recorde europeu       | Recorde europeu (European)            | DNF                        | Não terminou (Did not finish)             |   |                                      |
| Recorde pessoal       | Recorde pessoal do atleta (Personal best)    | Recorde da Oceania    | Recorde da Oceania (Oceania)          | DSQ / DQ                   | Desclassificado (Disqualified)            |   |                                      |
| Recorde da temporada  | Recorde da temporada do atleta (Season best) | Recorde sul-americano | Recorde sul-americano (South America) | NM                         | Sem marca (No mark)                       |   |                                      |